# Skjoldfeltet
Skjoldfeltet er et producerende oliefelt, der ligger i den danske del af Nordsøen, det er fundet i år 1977 og sat i drift i 1982. Der er 19 produktionsbrønde og 9 vandinjektionsbrønde. Reservoiret ligger på en dybde af 1.600 m i kalksten af Danien og Sen Kridt-alder. Indtil nu er der produceret 44.771 mio. m3 olie og 3.678 mia. Nm3 gas samt 66.628 mio. m3 vand. Der er injiceret 121.088 mio. m3 vand. Operatør: Mærsk Olie og Gas A/S. Akkumulerede investeringer 6,08 mia. kr
55°32′00″N 4°54′00″Ø / 55.5333°N 4.9°Ø